# Козе-Ууемийза
Козе-Ууемийза (ест. Kose-Uuemõisa) — селище на півночі Естонії.

## Географія
Знаходиться у волості Козе і повіті Гар'юмаа. Розташований на узбережжі річки Піріта в її центральній частині русла. Виник навколо однойменної мизи. У селищі є дитячий садок і початкова школа, бібліотека, медичний пункт. Поруч лісова природоохоронна зона.
Селище Козе-Ууемийза виникло в середині XX століття, коли всередині комплексу мизи і в її найближчій околиці з'явилися сучасні будови. Станом на 2011 рік населення селища становило 874 осіб (2000 року 992 осіб). У дитячому садку і початковій школі селища в 2009/10 навчальному році навчалося 45 дітей (в 2002/03 році — 72 дитини). У селищі діють підприємства по переробці торфу, металообробці, транспортних перевезеннях тощо.
У парку поряд з мизою росте понад 80 видів дерев і чагарників, також в ньому живе більше 100 видів птахів. У селищі росте дуб Киллі-Тоома (ест. Kõlli-Tooma), що знаходиться під охороною. Він названий на честь Киллі-Тоома, ватажка селянського повстання 1805 року.
З 1961 року в Козі-Ууемийза проживав дослідник творчості Реріхів П. Ф. Бєліков.

## Миза
Село було місцем для мизи починаючи з 1340-х років, хоча середньовічна будівля згоріла під час Лівонської війни. Сучасна будівля, у неоренессансному стилі, датується 1850-ми роками і була зведена для балтійської німецької родини фон Уекскулл. У парку, що прилягає до панському будинку є каплиця з родинною усипальнею, побудована в 1905 році. Вона побудована у неоготичному стилі.